# Rob Kelvin
Rob Kelvin (Adelaide, 20 settembre 1944) è un conduttore televisivo e giornalista australiano.
È stato presentatore dell'edizione settimanale di Nine News Adelaide prodotta da NWS-9. Ha presentato il bollettino con Kevin Crease fino al febbraio 2007, quando Crease si è ritirato dopo che gli è stato diagnosticato un cancro, e successivamente con Kelly Nestor e infine con Michael Smyth, fino a ritirarsi nel dicembre 2010.

## Biografia
Ha frequentato la Woodville High School e ha studiato economia all'università, lavorando poi come ufficiale di pattuglia in Papua Nuova Guinea dal 1964 al 1970. È tornato in Australia nel 1971, unendosi alla Lee Murray's Radio School di Melbourne.

### Carriera
Ha iniziato a trasmettere alle 4AY di Townsville, fino a quando un ciclone ha spazzato via parte della sua casa. Passò quindi alla 3SH di Swan Hill. Dopo ruoli radiofonici a Sale e Hobart, è tornato al 5AD di Adelaide come giornalista radiofonico. È entrato in NWS9 nel 1979 ricoprendo vari ruoli di presentazione e di reportage prima di diventare un giornalista nel 1983. Dopo essersi unito alla redazione di Kevin Crease nel 1987, la coppia avrebbe avuto un notevole successo di rating, portando Nine News Adelaide ai vertici delle valutazioni negli anni '90.
Come giornalista si è occupato di eventi sportivo come i Giochi del Commonwealth a Brisbane (1982) e Auckland (1990) e delle edizioni di Adelaide del Gran Premio d'Australia in pista dal 1985 al 1995. Da molto tempo appassionato di corse automobilistiche, è stato anche commentatore di pista per più di 15 anni al Rowley Park Speedway e successivamente al suo sostituto Speedway Park.
Ha presentato il suo ultimo bollettino alla vigilia di Capodanno 2010, concludendo la sua carriera di 32 anni con la Nine Network. Ha continuato ad apparire come presentatore stand-in per i bollettini di notizie delle 18:00 per Channel 9 ad Adelaide nel 2011.

### Vita privata
Rob sposò Anna nel 1966 ed ebbero due figli, Richard e Jesse. Il figlio Richard fu rapito, torturato ed assassinato nel 1983 quando all'età di quindici anni da Bevan Spencer von Einem, che fu condannato all'ergastolo. Lo stesso era stato sospettato anche di essere il serial killer di aver rapito e ucciso cinque giovani di Adelaide tra il 1979 e il 1983, delitti rimasti irrisolti. .